# 防治荒漠化和乾旱世界日
防治荒漠化和乾旱世界日（英語：World Day to Combat Desertification，或译世界防治荒漠化和干旱日）即为每年的6月17日，是一项世界性的抗干旱运动。第一个世界防治荒漠化和干旱日是1995年6月17日。

## 历史
地球各地的荒漠化问题已日趋严重，以涉及全世界100多个国家及六分之一的人口。因此近几十年来，国际社会开始更加重视此问题。1992年的联合国环境与发展会议上，“防治荒漠化”被列入国际社会优先采取行动的领域，并成立《联合国关于在发生严重干旱和／或荒漠化的国家特别是在非洲防治荒漠的公约》谈判委员会。
1993年5月起，公约谈判开始。直到1994年6月17日，《联合国关于在发生严重干旱和／或荒漠化的国家特别是在非洲防治荒漠的公约》的正式文本完成，全世界100多个国家（包括中国）在此公约上签字。
正由于6月17日是国际社会在防治荒漠化问题上达成统一共识的日子，1994年12月19日，联合国第四十九届大会通过决议，宣布从1995年起，每年6月17日为“防治荒漠化和乾旱世界日”。
“世界防治荒漠化和干旱日”旨在有效提高世界人民对“公约”的认识，加强国际间防治荒漠化的合作，促进“公约”及其附件的执行。